# Priva favargeri
Priva favargeri là một loài thực vật có hoa trong họ Cỏ roi ngựa. Loài này được R.Fern. miêu tả khoa học đầu tiên năm 1985.